# Organe de règlement des différends
L'Organe de règlement des différends (ORD) est une composante dépendante et régie par l'Organisation mondiale du commerce (OMC). Un différend naît lorsqu'un pays adopte une mesure de politique commerciale ou d'autre nature qui est considérée par un ou plusieurs autres membres de l'OMC comme une violation des accords de l'OMC ou un manquement aux obligations. Un troisième groupe de pays peuvent déclarer avoir un intérêt dans l'affaire et bénéficier de certains droits. Les membres de l'OMC sont convenus de recourir au système multilatéral de règlement des différends au lieu de prendre des mesures unilatérales s'ils estiment que d'autres membres enfreignent les règles commerciales.

## Histoire
Une procédure de règlement des différends existait dans le cadre de l'ancien Accord général sur les tarifs douaniers et le commerce (GATT), qui avaient une dimension bien plus conciliatoire par rapport aux arbitrages de l'OMC, qui n'était pas construit autour d'un organe unique et homogène mais autour de différents règlements des différends et qui était plus lent. Le Mémorandum d'accord issu du Cycle d'Uruguay a mis en place un processus plus structuré, dont les étapes sont plus clairement définies. Il établit une discipline plus rigoureuse quant au délai imparti pour le règlement d'une affaire ainsi que des échéances flexibles pour les différentes étapes de la procédure. Il souligne qu'un règlement rapide est indispensable au bon fonctionnement de l'OMC. Il énonce de manière très détaillée les règles de procédure à suivre et les calendriers à respecter à cette fin.  
Le Mémorandum d'accord issu du Cycle d'Uruguay empêche aussi un pays désavoué de bloquer l'adoption de la décision. D'après l'ancienne procédure du GATT, les décisions ne pouvaient être adoptées que par consensus, de sorte qu'une seule opposition suffisait pour les bloquer. Désormais, les décisions sont adoptées automatiquement sauf s'il y a consensus pour les rejeter. Ainsi, un pays désireux de bloquer une décision doit amener tous les autres membres de l'OMC (y compris la partie adverse dans le différend) à partager ses vues. De plus lors de la création de l'OMC, les pays membres ont renoncé à prendre des sanctions commerciales envers d'autres membres sans l'aval de l'OMC, chose qui avait cours durant la période du GATT.
L'institution s'est particulièrement illustrée dans le long contentieux fiscal des subventions à l'exportation par deux affaires commerciales qui ont défrayé la chronique jurisprudentielle de l'OMC (Airbus contre Boeing et Boeing contre Airbus).
Si les États-Unis sont le pays qui a le plus recours au tribunal d'appel, la présidence de Donald Trump considère que son mécanisme est trop lent, que l'OMC a trop de pouvoir, et qu'elle est impuissante à lutter contre la Chine. Les États-Unis bloquent dès lors, depuis 2017, toute nouvelle nomination de juges, et avec l'expiration du mandat des juges déjà en place, le tribunal d'appel est incapable d'opérer à partir du 11 décembre 2019  ne dispose plus du minimum de trois membres nécessaire pour pouvoir prendre en charge une affaire,,. La nomination des juges se prenant par consensus comme beaucoup de décisions à l'OMC, un seul État, en l'occurrence ici les États-Unis, peut bloquer seul leur nomination. L’exécutif de l’Union européenne a proposé la mise en place d’un mécanisme ad hoc de règlement des différends, appelé à prendre le relais de l’organe d’appel jusqu’au déblocage de celui-ci, et doté de règles et de procédure similaires.

## Rôle
L'Organe de règlement des différends est composé de tous les représentants des États membres du Conseil général de l'OMC, habituellement représentés par des ambassadeurs ou des fonctionnaires de rang équivalent. Il se réunit environ une à deux fois par mois, sans calendrier fixe. Il a pour rôle de nommer les groupes spéciaux pour chaque différend, d'adopter leur conclusion, ainsi que celui de l'Organe d'appel et surveille l'application des mesures de concessions prises.
L'Organe d'appel permanent (OAP) est lui composé 7 personnes élues par l'Organe de règlement des différends pour un mandat de 4 ans, renouvelable une seule fois,. L'Organe d'appel a pour mission de valider le raisonnement juridique du rapport du groupe spécial établi pour chaque différent. Dans la plupart des différents, l'avis de l'organe d'appel permanent est demandé par une des parties.
Les juges des groupes spéciaux et de l'organe d'appel ne peuvent être de la nationalité d'un État engagé dans ce différend, que cet État soit plaignant, défenseur ou une tierce partie. Le groupe spécial est en général constitué de trois personnes, choisies par accord des parties du conflit et si cela n'est pas possible elles sont désignés par le directeur général de l'OMC

### Procédure de règlement des conflits
La procédure complète, jusqu'à la décision de la première instance, ne doit pas en principe durer plus d'un an, ou plus de 15 mois s'il y a appel. Les délais convenus sont flexibles et, en cas d'urgence (c'est-à-dire lorsqu'il s'agit de produits périssables), la procédure est accélérée autant que possible. Cette procédure rappelle beaucoup le système judiciaire mais on préfère inciter les pays intéressés à débattre de leurs problèmes et à régler eux-mêmes le différend. La première étape est donc celle de consultations entre les gouvernements concernés et, même lors des étapes ultérieures, il est toujours possible de faire appel aux consultations et à la médiation.
En cas de différend entre deux États membres, la partie plaignante peut demander à entamer des consultations avec l'autre partie, dans le but de trouver un règlement amiable au conflit. Cette demande doit être notifiée à l'ORD (Organe de règlement des différends). Les autres États membres, qui témoignent d'un intérêt commercial substantiel à suivre ces consultations, peuvent obtenir l'autorisation d'y participer en qualité de tierce partie (près d'un quart des conflits sont réglés par le mécanisme des consultations).
En l'absence de solution amiable, la partie plaignante peut demander à l'ORD d'établir un groupe spécial (panel). . Il a pour mission d'examiner, à la lumière des dispositions pertinentes des accords de l'OMC, la question portée devant l'ORD et de faire des constatations propres à aider l'ORD à formuler des recommandations. Les autres États membres qui démontrent l'existence d'un intérêt commercial substantiel peuvent se porter tierce partie et présenter des communications écrites au panel. Le groupe spécial établit lui-même le calendrier de ses travaux et choisit de faire ou non appel à des experts. Il doit rendre, en principe, son rapport dans un délai de six mois à compter de la date de formation du panel. Ce délai peut être prolongé mais ne doit pas dépasser neuf mois. Un accord à l'amiable est encore possible pendant les travaux du groupe spécial. L'ORD peut se réunir pour adopter le rapport du groupe spécial au plus tôt vingt jours et au plus tard soixante jours après sa distribution aux États membres dans les trois langues officielles de l'OMC (anglais, français et espagnol), à moins qu'un État membre, partie du différend, ne notifie à l'ORD sa volonté de faire appel ou que l'ORD décide par consensus de ne pas adopter le rapport (décision au consensus négatif).
L'Organe d'appel doit statuer sur le rapport du groupe spécial dans les soixante jours de la notification de la décision de faire appel, et au plus tard dans les quatre-vingt-dix jours de cette date en cas de difficultés. L'appel est limité aux questions de droit et aux interprétations du droit données par le rapport du panel. L'ORD doit adopter le rapport de l'Organe d'appel dans les trente jours de sa distribution aux États membres. Il assure la surveillance de la mise en œuvre des décisions et recommandations qu'il a exprimées à la lumière des deux rapports susvisés. La partie concernée doit, en principe, se conformer immédiatement à ces décisions et à ces recommandations. Elle pourra néanmoins disposer d'un délai raisonnable fixé par accord amiable entre les parties ou par un arbitrage. Dans ce dernier cas, ce délai ne doit pas normalement dépasser quinze mois à compter de la date d'adoption du rapport du groupe spécial ou de l'Organe d'appel. En cas de désaccord entre les parties sur la question de savoir si la partie concernée s'est bien conformée aux recommandations de l'ORD, la question peut être portée devant un groupe spécial qui dispose alors de 90 jours pour trancher ce différend. Les parties peuvent de commun accord fixer une compensation volontaire qui vise à racheter l'allongement du délai dans lequel la partie défaillante doit en principe retirer la mesure illicite.
Lorsque la procédure d'arbitrage conclut qu'un État membre s'est soustrait aux règles de l'OMC, l'arbitrage n'a pas la capacité juridique de défaire les décisions nationales contraires aux règles de l'OMC, mais seulement d'autoriser des mesures de rétorsion, pour équilibrer la situation et pour inciter l'État membre en question à changer ses actions ou sa législation, . L'autorisation de rétorsion reste cependant tout à fait exceptionnelle puisque seulement en moyenne une procédure sur 25 débouche sur ce cas de figure, soit 17 fois entre 1994 et 2012.
Par ailleurs, dans les vingt jours suivant l'expiration du délai raisonnable visé ci-dessus, la partie plaignante, qui estime que les mesures de conformité mises en œuvre par l'autre partie sont incompatibles avec les recommandations de l'ORD, peut demander à l'ORD de suspendre les concessions et autres droits dont bénéficie l'autre partie dans le cadre des accords de l'OMC. Si l'État membre concerné conteste le niveau de suspension de concession autorisé par l'ORD, il peut demander un arbitrage pour vérifier l'adéquation du niveau de suspension des concessions au niveau d'annulation ou de réduction des avantages. Les sociétés concurrentes d'aéronefs Boeing et Airbus ne se sont pas privées du recours à un tel arbitrage en amont de leur contentieux commercial et fiscal.

### Combien de temps faut-il pour régler un différend?
- 60 jours → Consultations, médiation, etc.
- 45 jours → Établissement du groupe spécial et désignation des membres du groupe
- 180-270 jours → Présentation du rapport final du groupe spécial
- 60 jours → Adoption du rapport par l'Organe de règlement des différends (s'il n'y a pas appel)

Total = 1 an (sans appel) 
- 60-90 jours → Présentation du rapport d'appel
- 30 jours → Adoption du rapport d'appel par l'Organe de règlement des différends

Total = 1 an et 3 mois (avec appel)

## Différends
Entre 1995 et 2011, il y a eu 427 différends déposés, dont 232 sont allés jusqu'à la création d'un groupe spécial et 146 sont allés jusqu'au dépôt du rapport du groupe spécial. Le reste des différends ont soit été abandonnés, soit ont été l'objet d'un accord entre les partis. En moyenne, environ 25 différends par an sont déposés à l'organe de règlement, chiffre bien plus élevé durant les premières années de l'OMC, avec 36,5 différends par an entre 1995 et 2000 avant de fortement diminuer passant en moyenne à 9,2 différends par an entre 2007 et 2012. La plupart des différends étaient déposés par des pays développés, de par leurs moyens financiers et en termes de connaissance pour déposer un arbitrage et de pard leurs acquis commerciaux à défendre, mais cette tendance s'estompe avec le temps. Au total environ 73 % des différends impliquaient l'Union européenne ou les États-Unis, en tant que plaignant ou défenseurs, entre 1995 et 2012. Les différends entre l'Union européenne et les États-Unis représentaient 14,1 % des plaintes entre 1995 et 2012, en nette diminution sur la fin de la période. Et les différends entre la Chine (admise en 2001) et les États-Unis ont représenté 11,4 % des différends de la période 1995 à 2012. Les différends entre 1995 et 2012 portent à 88 % sur des questions de commerces de marchandise, le restant portant sur des questions de propriétés intellectuelles et sur les services. De manière plus fine, la législation douanière des États-Unis est le sujet qui a induit le plus grand nombre de plaintes entre 1995 et 2012, suivie par la politique agricole de l'Union européenne.

### Principaux conflits
| Panels sur                                                                | Défendeur        | Plaignant                            | Partie gagnante                      |
| ------------------------------------------------------------------------- | ---------------- | ------------------------------------ | ------------------------------------ |
| Bananes                                                                   | Union européenne | États-Unis, Honduras, Équateur       | États-Unis, Honduras, Équateur       |
| Hormones                                                                  | Union européenne | États-Unis, Canada                   | États-Unis, Canada                   |
| Poulet                                                                    | Union européenne | Brésil                               | Brésil                               |
| Équipement informatique LAN                                               | Union européenne | États-Unis                           | Union européenne                     |
| Boissons alcoolisées                                                      | Japon            | Union européenne, Canada, États-Unis | Union européenne, Canada, États-Unis |
| Industrie automobile                                                      | Indonésie        | Union européenne, Japon, États-Unis  | Union européenne, Japon, États-Unis  |
| Produits pharmaceutiques                                                  | Inde             | Union européenne, États-Unis         | Union européenne, États-Unis         |
| Boissons alcoolisées                                                      | Corée du Sud     | Union européenne, États-Unis         | Union européenne, États-Unis         |
| Papiers photographiques                                                   | Japon            | États-Unis                           | Japon                                |
| Produits agricoles                                                        | Japon            | États-Unis                           | États-Unis                           |
| Périodiques                                                               | Canada           | États-Unis                           | États-Unis                           |
| Chaussures                                                                | Argentine        | États-Unis                           | États-Unis                           |
| Essences reformulées                                                      | États-Unis       | Venezuela, Brésil                    | Venezuela, Brésil                    |
| Sous-vêtements                                                            | États-Unis       | Costa Rica                           | Costa Rica                           |
| Chemises                                                                  | États-Unis       | Inde                                 | Inde                                 |
| Crevettes                                                                 | États-Unis       | Malaisie, Inde, Thaïlande, Pakistan  | Malaisie, Inde, Thaïlande, Pakistan  |
| Semi-conducteurs                                                          | États-Unis       | Corée du Sud                         | Corée du Sud                         |
| Exportations d'aéronefs                                                   | Brésil           | Canada                               | Canada                               |
| Exportations d'aéronefs                                                   | Canada           | Brésil                               | Brésil                               |
| Ciment Portland                                                           | Guatemala        | Mexique                              | Guatemala                            |
| Saumon                                                                    | Australie        | Canada                               | Canada                               |
| Noix de coco                                                              | Brésil           | Philippines                          | Brésil                               |
| Cuirs pour automobiles                                                    | Australie        | États-Unis                           | États-Unis                           |
| Restrictions quantitatives                                                | Inde             | États-Unis                           | États-Unis                           |
| Mesures de sauvegarde                                                     | Corée du Sud     | Union européenne                     | Union européenne                     |
| Boissons alcoolisées                                                      | Chili            | Union européenne                     | Union européenne                     |
| États-Unis-Articles 301 à 310 de la loi de 1974 sur le commerce extérieur | États-Unis       | Union européenne                     | États-Unis                           |
| Mesures de sauvegarde à l'importation de chaussures                       | Argentine        | Union européenne                     | Union européenne                     |